# Holorusia sordidithorax
Holorusia sordidithorax är en tvåvingeart som först beskrevs av Alexander 1953.  Holorusia sordidithorax ingår i släktet Holorusia och familjen storharkrankar.
Artens utbredningsområde är Thailand. Inga underarter finns listade i Catalogue of Life.